# Robert Englund
Robert Barton Englund (n. 6 iunie 1947, Glendale, California, SUA) este un actor și regizor de film american.

## Filmografie

### Film
| An   | Titlu                                         | Rol                                              | Note                                |
| ---- | --------------------------------------------- | ------------------------------------------------ | ----------------------------------- |
| 1974 | Buster and Billie                             | Whitey                                           |                                     |
| 1975 | Slashed Dreams/Sunburst                       | Michael Sutherland                               |                                     |
| 1975 | Hustle                                        | Hold-up Man                                      |                                     |
| 1976 | Stay Hungry                                   | Franklin                                         |                                     |
| 1976 | St. Ives                                      | Hood #1                                          |                                     |
| 1976 | Eaten Alive                                   | Buck                                             |                                     |
| 1976 | A Star Is Born                                | Marty                                            | nemenționat                         |
| 1977 | The Great Smokey Roadblock                    | Beebo Crozier                                    |                                     |
| 1978 | Big Wednesday                                 | Narrator, Fly                                    |                                     |
| 1978 | Bloodbrothers                                 | Mott                                             |                                     |
| 1978 | The Fifth Floor                               | Benny                                            |                                     |
| 1981 | Dead & Buried                                 | Harry                                            |                                     |
| 1981 | Galaxy of Terror                              | Ranger                                           |                                     |
| 1982 | Don't Cry, It's Only Thunder                  | Tripper                                          |                                     |
| 1984 | A Nightmare on Elm Street                     | Freddy Krueger                                   |                                     |
| 1985 | A Nightmare on Elm Street 2: Freddy's Revenge | Freddy Krueger / Bus Driver                      |                                     |
| 1986 | Never Too Young to Die                        | Riley                                            |                                     |
| 1987 | A Nightmare on Elm Street 3: Dream Warriors   | Freddy Krueger                                   |                                     |
| 1988 | A Nightmare on Elm Street 4: The Dream Master | Freddy Krueger / Nurse                           |                                     |
| 1988 | 976-EVIL                                      |                                                  | Regizor                             |
| 1989 | C.H.U.D. II: Bud the C.H.U.D.                 | Man in Trenchcoat Walking with Trick-or-Treaters | nemenționat                         |
| 1989 | A Nightmare on Elm Street 5: The Dream Child  | Freddy Krueger / Maniac                          |                                     |
| 1989 | The Phantom of the Opera                      | Erik Destler / The Phantom                       |                                     |
| 1990 | The Adventures of Ford Fairlane               | Smiley                                           |                                     |
| 1991 | Freddy's Dead: The Final Nightmare            | Freddy Krueger                                   |                                     |
| 1992 | Dance Macabre                                 | Anthony Wager / Madame                           |                                     |
| 1993 | Tobe Hooper's Night Terrors                   | Paul Chevalier / Marquis De Sade                 |                                     |
| 1994 | Wes Craven's New Nightmare                    | Rolul său / Freddy Krueger                       |                                     |
| 1995 | The Mangler                                   | Bill Gartley                                     |                                     |
| 1996 | Killer Tongue                                 | Prison Director                                  |                                     |
| 1996 | The Paper Brigade                             | Crazy Man Cooper                                 |                                     |
| 1996 | The Vampyre Wars                              |                                                  |                                     |
| 1997 | Perfect Target                                | Colonel Shakwell                                 |                                     |
| 1997 | Wishmaster                                    | Raymond Beaumont                                 |                                     |
| 1998 | Meet the Deedles                              | Nemo                                             |                                     |
| 1998 | Urban Legend                                  | Profesor William Wexler                          |                                     |
| 1998 | Strangeland                                   | Jackson "Jack" Roth                              |                                     |
| 1999 | The Prince and the Surfer                     | Kratski                                          |                                     |
| 1999 | Idle Hands                                    | The Hand (voce)                                  |                                     |
| 2001 | Wish You Were Dead                            | Bernie Garces                                    |                                     |
| 2003 | Freddy vs. Jason                              | Freddy Krueger                                   |                                     |
| 2003 | As a Bad Dream                                | Professor                                        |                                     |
| 2003 | The Return of Cagliostro                      | Erroll Douglas                                   | (Il ritorno di Cagliostro)          |
| 2003 | Nobody Knows Anything!                        | Jack Sampson                                     |                                     |
| 2005 | 2001 Maniacs                                  | Mayor George W. Buckman                          |                                     |
| 2005 | Repetition                                    | Rolul său                                        |                                     |
| 2006 | Hatchet                                       | Sampson Dunston                                  |                                     |
| 2006 | Behind the Mask: The Rise of Leslie Vernon    | Doc Halloran                                     |                                     |
| 2006 | Heartstopper                                  | Sheriff Roger Berger                             |                                     |
| 2007 | Jack Brooks: Monster Slayer                   | Professor Gordon Crowley                         |                                     |
| 2008 | Red                                           | Mr. Doust                                        |                                     |
| 2008 | Zombie Strippers                              | Ian Essko                                        |                                     |
| 2008 | Killer Pad                                    |                                                  | Regizor                             |
| 2009 | Night of the Sinner                           | The Prince                                       |                                     |
| 2009 | The Vij                                       |                                                  |                                     |
| 2010 | Web Cam 3D                                    |                                                  |                                     |
| 2010 | De mayor quiero ser soldado                   | Psychologist                                     |                                     |
| 2010 | Never Sleep Again: The Elm Street Legacy      | Rolul său                                        |                                     |
| 2010 | Hollywood Don't Surf!                         | Rolul său                                        |                                     |
| 2010 | Tamora Gamble                                 | Rory Columbus                                    |                                     |
| 2011 | Good Day for It                               | Wayne Jackson                                    |                                     |
| 2011 | Inkubus                                       | Inʞubus                                          |                                     |
| 2012 | Strippers vs Werewolves                       | Tapper                                           |                                     |
| 2012 | Zombie Mutation                               | Dream Man                                        |                                     |
| 2013 | Sanitarium                                    | Sam                                              | (segmentul "Figuratively Speaking") |
| 2013 | The Moleman of Belmont Avenue                 | Mr. Hezekiah Confab                              |                                     |
| 2014 | The Last Showing                              | Stuart                                           |                                     |
| 2014 | Witches Blood                                 | Rolul său                                        |                                     |
| 2015 | Fear Clinic                                   | Dr. Peter Andover                                |                                     |
| 2015 | Kantemir                                      | John                                             |                                     |
| 2015 | The Funhouse Massacre                         | Warden Kane                                      |                                     |
| 2016 | The Midnight Man                              | Dr. Harding                                      |                                     |
| 2017 | Nightworld                                    | Jacob                                            |                                     |
| 2017 | Nightmares in the Makeup Chair                | Rolul său                                        | Documentar                          |
| 2020 | In Search of Darkness: Part II                | Rolul său                                        | Documentar                          |
| 2022 | Abruptio                                      | Mr. Salk                                         | Post-producție                      |

### Televiziune
| An        | Titlu                                                             | Rol                                      | Note                                                                     |             |
| --------- | ----------------------------------------------------------------- | ---------------------------------------- | ------------------------------------------------------------------------ | ----------- |
| 1977      | The Hardy Boys/Nancy Drew Mysteries: Mystery of the Fallen Angels | Gar                                      | 1 episod                                                                 |             |
| 1977      | Young Joe, the Forgotten Kennedy                                  | Willy                                    | Film TV                                                                  |             |
| 1978      | Police Woman                                                      | Jonas                                    | Episodul: "Sons"                                                         |             |
| 1978      | The Courage and the Passion                                       | Sgt. Bell                                | Film TV                                                                  |             |
| 1979      | The Ordeal of Patty Hearst                                        | Informer                                 | Film TV                                                                  |             |
| 1979      | Police Story                                                      | Painter                                  | Episodul: "A Cry for Justice"                                            |             |
| 1979      | Soap                                                              | Simon                                    | 2 episoade                                                               |             |
| 1979      | Mind Over Murder                                                  | Ted Beasly                               | Film TV                                                                  |             |
| 1979      | California Fever                                                  | Buddy Burns                              | Episodul: "Centerfold"                                                   |             |
| 1979      | Paris                                                             | J.J. Eastwick                            | Episodul: "Dead Men Don't Kill"                                          |             |
| 1980      | Charlie's Angels                                                  | Harold Belkin                            | Episodul: "Harrigan's Angel"                                             |             |
| 1980      | Flo                                                               | Web                                      | Episodul: "The Hero of Flo's Yellow Rose"                                |             |
| 1981      | CHiPs                                                             | Zack                                     | 1 episod                                                                 |             |
| 1981      | Walking Tall                                                      | Bobby Joe Wilson                         | 1 episod                                                                 |             |
| 1981      | Hart to Hart                                                      | Buddy Kilgore                            | Episodul: "Rhinestone Harts"                                             |             |
| 1982      | Thou Shalt Not Kill                                               | Bobby Collins                            | Film TV                                                                  |             |
| 1982      | Mysterious Two                                                    | Boone                                    | Film TV                                                                  |             |
| 1982      | Cassie & Co.                                                      | Cliff                                    | Episodul: "Fade Out"                                                     |             |
| 1983      | The Fighter                                                       | Charlie                                  | Film TV                                                                  |             |
| 1983      | Starflight: The Plane That Couldn't Land                          | Scott                                    | Film TV                                                                  |             |
| 1983      | Simon & Simon                                                     | 3-Card Monty                             | Episodul: "Red Dog Blues"                                                |             |
| 1983      | V                                                                 | Willie                                   | 2 episoade                                                               |             |
| 1983      | I Want to Live                                                    | Sam Cooper                               | Film TV                                                                  |             |
| 1983      | Manimal                                                           | Thug                                     | Episodul: "Night of the Beast"                                           |             |
| 1983      | Hobson's Choice                                                   | Freddy Beenstock                         | Film TV                                                                  |             |
| 1983      | Journey's End                                                     |                                          | Film TV                                                                  |             |
| 1984      | Alice                                                             | Sammy                                    | Episodul: "Vera, the Horse Thief"                                        |             |
| 1984      | V: The Final Battle                                               | Willie                                   | 3 episoade                                                               |             |
| 1984–1985 | V                                                                 | Willie                                   | 13 episoade                                                              |             |
| 1985      | Hunter                                                            | Vaughn                                   | 1 episod                                                                 |             |
| 1986      | MacGyver                                                          | Tim                                      | 1 episod                                                                 |             |
| 1986      | North and South Book II                                           | Deserter                                 | 1 episod                                                                 |             |
| 1986      | 1986–1987                                                         | Downtown                                 | Dennis Shothoffer                                                        | 14 episoade |
| 1988      | D.C. Follies                                                      | Freddy Krueger                           | 1 episod                                                                 |             |
| 1988–1990 | Freddy's Nightmares                                               | Freddy Krueger                           | 44 episoade Regizor: "Cabin Fever"                                       |             |
| 1992      | Nightmare Cafe                                                    | Blackie                                  | 6 episoade                                                               |             |
| 1994      | Mortal Fear                                                       | Dr. Ralph Wannamaker                     | Film TV                                                                  |             |
| 1995      | Legend                                                            | Mordechai / Willy Miles                  | Episodul: "The Gospel According to Legend"                               |             |
| 1995      | The Unspoken Truth                                                | Ernest "Ernie" Trainor                   | Film TV                                                                  |             |
| 1996      | Walker, Texas Ranger                                              | Lyle Eckert                              | Episodul: "Deadline"                                                     |             |
| 1996      | Babylon 5                                                         | Jeremiah                                 | Episodul: "Grey 17 Is Missing"                                           |             |
| 1996      | Sliders                                                           | Dr. James Aldohn                         | Episodul: "State of the A.R.T."                                          |             |
| 1997      | Married... with Children                                          | Lucifer                                  | 1 episod                                                                 |             |
| 1998      | The Simpsons                                                      | Freddy Krueger (voce)                    | Episodul: "Treehouse of Horror IX"                                       |             |
| 1999      | The Jamie Foxx Show                                               | Clive                                    | Episodul: "Bro Jack"                                                     |             |
| 1999      | The Hughleys                                                      | Evil Bloodthirsty Brian                  | Episodul: "Storm o' the Century"                                         |             |
| 2000      | Python                                                            | Dr. Anton Rudolph                        | Film TV                                                                  |             |
| 2001      | The Nightmare Room                                                | Mr. Bell                                 | Episodul: "The Howler"                                                   |             |
| 2001      | Charmed                                                           | Gammill                                  | 1 episod                                                                 |             |
| 2002      | Justice League                                                    | Felix Faust (voce)                       | Episodul: "Paradise Lost" Parts 1 & 2                                    |             |
| 2002      | Windfall                                                          | Scratch                                  | Film TV                                                                  |             |
| 2003      | I'm with Her                                                      | Leonard Heckman                          | Episodul: "All About Evil"                                               |             |
| 2004      | Super Robot Monkey Team Hyperforce Go!                            | Ringmaster (voce)                        | Episodul: "Circus of Ooze"                                               |             |
| 2004–2008 | The Batman                                                        | Riddler (voce)                           | episoade: "Riddled", "Night and the City", "Riddler's Revenge", "Rumors" |             |
| 2005      | Justice League Unlimited                                          | Felix Faust (voce)                       | Episodul: "The Balance"                                                  |             |
| 2005      | Masters of Horror                                                 | The MC                                   | Episodul: Dance of the Dead                                              |             |
| 2007      | Black Swarm                                                       | Eli Giles                                | Film TV                                                                  |             |
| 2008–2009 | The Spectacular Spider-Man                                        | Vulture (voce)                           | 4 episoade                                                               |             |
| 2009      | The Super Hero Squad Show                                         | Dormammu (voce)                          | Episodul: "Enter Dormammu!"                                              |             |
| 2009      | Fear Clinic                                                       | Dr. Andover                              | 5 episoade                                                               |             |
| 2010      | Bones                                                             | Ray Buxley                               | 1 episod                                                                 |             |
| 2010      | Chuck                                                             | Dr. Stanley Wheelwright                  | Episodul: "Chuck Versus the Aisle of Terror"                             |             |
| 2010      | Supernatural                                                      | Dr. Robert                               | Episodul: "Appointment in Samarra"                                       |             |
| 2011      | Hawaii Five-0                                                     | Samuel Lee                               | 1 episod                                                                 |             |
| 2011–2017 | Regular Show                                                      | Anti-Pops / The Stag Man (voce)          | 8 episoade                                                               |             |
| 2012      | Green Lantern: The Animated Series                                | Myglom (voce)                            | Episodul: "Razer's Edge"                                                 |             |
| 2012      | Criminal Minds                                                    | Detective Gassner                        | 1 episod                                                                 |             |
| 2012      | Lake Placid: The Final Chapter                                    | Jim Bickerman                            | Film TV                                                                  |             |
| 2013      | Workaholics                                                       | Dr. TelAmeriCorp / Josh                  | 1 episod                                                                 |             |
| 2014      | Teenage Mutant Ninja Turtles                                      | Dire / Dread Beaver (voci)               | Episodul: "In Dreams"                                                    |             |
| 2015      | Hulk and the Agents of S.M.A.S.H.                                 | Pluto (voce)                             | Episodul: "The Tale of Hercules"                                         |             |
| 2015      | Hell's Kitchen                                                    | Rolul său                                | 1 episod                                                                 |             |
| 2015      | Lake Placid vs. Anaconda                                          | Jim Bickerman                            | Film TV                                                                  |             |
| 2017      | Uncle Grandpa                                                     | Boogie Man (voce)                        | Episodul: "Broken Boogie"                                                |             |
| 2018      | The Goldbergs                                                     | Freddy Krueger                           | Episodul: "Mister Knifey-Hands"                                          |             |
| 2018      | Spy Kids: Mission Critical                                        | The Squatter (voce)                      | Episodul: "Home Sick"                                                    |             |
| 2020      | True Terror with Robert Englund                                   | Rolul său                                | sezonul 1- The Travel Channel                                            |             |
| 2020      | JJ Villard's Fairy Tales                                          | Hive Head / Toilet / Porridge Dad (voci) | Episodul: "The Goldilox Massacre"                                        |             |
| 2022      | Stranger Things                                                   | Victor Creel                             | Recurring role                                                           |             |

### Videoclipuri
| An   | Titlu                      | Artist       | Rol            | Ref.  |
| ---- | -------------------------- | ------------ | -------------- | ----- |
| 1987 | "Dream Warriors"           | Dokken       | Freddy Krueger |       |
| 1988 | "Are You Ready for Freddy" | The Fat Boys | Freddy Krueger | [ 7 ] |

### Web
| An   | Titlu       | Rol         | Note       |
| ---- | ----------- | ----------- | ---------- |
| 2009 | Fear Clinic | Dr. Andover | 5 episoade |

### Jocuri video
| An   | Titlu                              | Rol de voce                        | Note  |
| ---- | ---------------------------------- | ---------------------------------- | ----- |
| 2011 | Marvel Super Hero Squad Online     | Dormammu                           |       |
| 2011 | Call of Duty: Black Ops            | Rolul său                          |       |
| 2011 | Mortal Kombat                      | Freddy Krueger                     |       |
| 2016 | Master of Orion: Conquer the Stars | Terran Khan                        |       |
| 2017 | Injustice 2                        | Dr. Jonathan Crane / The Scarecrow | [ 8 ] |